# Napapon Sripratheep
Napapon Sripratheep (tiếng Thái: นภพล ศรีประทีป, sinh ngày 10 tháng 5 năm 1993) là một cầu thủ bóng đá từ Thái Lan. Hiện tại anh thi đấu cho Krabi ở Thai League 2.

## Sự nghiệp câu lạc bộ
Napapon Sripratheep là một trong 16 cầu thủ trẻ đại diện châu Á tham gia chương trình "Nike The Chance" có chuyến tập luyện với FC Barcelona năm 2012..